# Harry Andersson
Harry Andersson   (Norrköpings Hedvig Parish, 7 de març de 1913 - Norrköping, 6 de juny de 1996) fou un futbolista suec de la dècada de 1930.
Fou internacional amb la selecció sueca amb la qual participà en la Copa del Món de Futbol de 1938.
Pel que fa a clubs, defensà els colors de IK Sleipner.